# Pia Degermark
Pia Charlotte Caminneci Degermark (Bromma, Estocolmo, 24 de agosto de 1949) es una actriz sueca.

## Trayectoria
Nacida como Pia Charlotte Degermark, se hizo conocida internacionalmente como la protagonista de Elvira Madigan (1967), dirigida por Bo Widerberg, por la que ganó el Premio a la Mejor Actriz en el Festival de Cannes en 1967. Widerberg la vio en una fotografía de periódico bailando con el príncipe heredero sueco Carl Gustav. Degermark actuó en solo algunas películas más y su carrera como actriz terminó como resultado de problemas personales.

## Premios y distinciones
Festival Internacional de Cine de Cannes
| Año  | Categoría    | Película       | Resultado |
| ---- | ------------ | -------------- | --------- |
| 1967 | Mejor actriz | Elvira Madigan | Ganador   |

## Filmografía
- Elvira Madigan (1967) como Elvira Madigan
- The Looking Glass War (1969) como la chica
- A Brief Season (Una breve stagione, 1969)
- The Vampire Happening (Gebissen wird nur nachts, 1971) como Betty Williams/Clarimonde

## Vida personal
Se casó con el heredero y productor cinematográfico de Siemens Pier Caminneci en 1971, y tuvo un hijo con él, pero se divorciaron en 1973.
Degermark se mudó a los Estados Unidos por un tiempo. Regresó a Suecia en 1979 sufriendo de anorexia. Posteriormente, trabajó en grupos voluntarios de mujeres con víctimas de la enfermedad.
En 1991, Degermark fue sentenciada a 14 meses de prisión por fraude y agresión.